# Bruggmannia pisoniae
Bruggmannia pisoniae är en tvåvingeart som först beskrevs av Cook 1909.  Bruggmannia pisoniae ingår i släktet Bruggmannia och familjen gallmyggor.
Artens utbredningsområde är Kuba. Inga underarter finns listade i Catalogue of Life.